# Cry for You
Cry for You – ósmy singel w karierze muzycznej Petry Marklund (September) i zarazem 5 z albumu In Orbit. Wokalistka startowała z nim w konkursie o Bursztynowego Słowika podczas Sopot Festival 2007 i zajęła 3. miejsce w głosowaniu SMS i drugie w głosowaniu jury. Piosenka została wykorzystana w reklamie telefonii Orange. Singel "Cry for You" odniósł duży sukces na światowych listach przebojów i obok Satellites jest to największy hit September do tej pory. W Szwecji singel z nagraniem "Cry for You" sprzedał się w ponad 10,000 egzemplarzach zyskując status złotej płyty i przez dwa tygodnie z rzędu zajmował 6 pozycję w Swedish Singles Top 60 Chart.
Singel został wydany w Irlandii i Wielkiej Brytanii 7 kwietnia 2008 w wersji cyfrowej i 14 kwietnia 2008 w wersji fizycznej. Nagrano nową radiową wersję piosenki o tytule "Cry for You (You'll Never See Me Again)" i nakręcono nową wersję teledysku. Po zaledwie jednym tygodniu cyfrowej sprzedaży piosenka zadebiutowała na 9. miejscu w Official UK Top 100 Singles. W następnym tygodniu, po wydaniu singla w wersji fizycznej piosenka awansowała na 5. miejsce.
W kolejnych miesiącach 2008 roku singiel miał swoje odsłony w innych państwach Europy i wciąż wydawany jest w nowych krajach i odnosi sukcesy.
"Cry for You" jest pierwszym singlem September, który znalazł się na ogólnoświatowym notowaniu singli United World Chart

## Pozycje, sprzedaż i certyfikaty
| Kraj                                         | Pozycja | Certyfikat | Sprzedaż       |
| -------------------------------------------- | ------- | ---------- | -------------- |
| Australia – Top 50 Singles Chart             | 14      | Złoto      | 35,000+        |
| Australia – Top 50 Physical Singles Chart    | 12(2)   | Złoto      | 35,000+        |
| Australia – Top 40 Digital Track Chart       | 16(2)   | Złoto      | 35,000+        |
| Australia – Top 20 Dance Chart               | 2(3)    | Złoto      | 35,000+        |
| Austria – Top 75 Singles Chart               | 7       | Złoto      | 15,000+        |
| Belgia (Wallonia) – Top 40 Singles Chart     | 33      | -          | -              |
| Brazylia – Top 30 Dance Club Play            | 1       | -          | -              |
| Czechy – Radio Top 100 Official              | 1       | -          | -              |
| Dania – Top 40 Singles Chart                 | 10(2)   | Platyna    | 15,000+        |
| Estonia – Top 40 Airplay Chart               | 2(2)    | -          | -              |
| Europa – Billboard European Hot 100          | 15      | -          | -              |
| Europa – Billboard Euro Digital Songs        | 7       | -          | -              |
| Finlandia – Top 20 Singles Chart             | 13      | -          | -              |
| Francja – Top 100 Singles Chart Chart        | 6       | Srebro     | 100.000+       |
| Francja – Top 50 Digital Sigles Chart        | 7       | Srebro     | 100.000+       |
| Francja – Top 100 Airplay Chart              | 1(2)    | Srebro     | 100.000+       |
| Holandia – Top 100 Singles Chart             | 10(3)   | -          | -              |
| Holandia – Top 40 Airplay Chart              | 4       | -          | -              |
| Irlandia – Top 50 Singles Chart              | 8(3)    | -          | -              |
| Kanada – Billboard Canadian Hot 100          | 33      | Złoto      | 20,000+        |
| Kanada – Billboard Canadian Digital Singles  | 36      | Złoto      | 20,000+        |
| Kanada – Canadian Top 100 Airplay Chart      | 61      | Złoto      | 20,000+        |
| Łotwa – Top 50 Airplay Chart                 | 9       | -          | -              |
| Niemcy – Top 100 Singles Chart               | 11      | -          | -              |
| Nowa Zelandia – Top 40 Singles Chart         | 39      | -          | -              |
| Rosja – Russian Top 100 Airplay Chart        | 8(2)    | -          | -              |
| Południowa Afryka – 5FM Top 40 Airplay Chart | 1       | -          | -              |
| Rumunia – Top 100 Airplay Chart              | 10      | -          | -              |
| Słowacja – Top 100 Airplay Chart             | 6       | -          | -              |
| Szwajcaria – Top 100 Singles Chart           | 6       | Złoto      | 15,000+        |
| Szwecja – Top 60 Singles Chart               | 6(2)    | Złoto      | 10,000+        |
| UK – Top 100 Singles Chart                   | 5(2)    | Srebro     | 233,000+       |
| USA – Billboard Hot 100                      | 74      | Złoto      | 500,000+       |
| USA – Billboard Pop 100                      | 29      | Złoto      | 500,000+       |
| USA – Billboard Pop 100 Airplay              | 22      | Złoto      | 500,000+       |
| USA – Billboard Hot Dance Airplay            | 1(3)    | Złoto      | 500,000+       |
| United World Chart                           | 31(2)   | -          | 780,000 points |

| Pozycja | 38 | 37 | 46 | 14 | 21 | 6 | 6 | 10 | 8 | 13 | 15 | 24 | 40 | 47 | 39 | 43 | 55 |

| Pozycja | 10 |

| Pozycja | 77 | 76 | 42 | 31 | 19 | 14 | 20 | 10 | 13 | 16 | 19 | 17 | 26 | 27 | 25 | 32 | 32 | 51 | 54 | 62 | -  | 72 | -  | -  | -  |
| Tydzień | 26 | 27 | 28 | 29 | 30 | 31 | 32 | 33 | 34 | 35 | 36 | 37 | 38 | 39 | 40 | 41 | 42 | 43 | 44 | 45 | 46 | 47 | 48 | 49 | 50 |
| Pozycja | 49 | 58 | 47 | 31 | 59 | 75 | 92 | 68 | 49 | 47 | 60 | 42 | 61 | 47 | 27 | 40 | 57 | 39 | 40 | 52 | 40 | 47 | -  | 99 | -  |
| Tydzień | 51 | 52 | 53 | 54 | 55 | 56 | 57 | 58 | 59 | 60 | 61 | 62 | 62 | 64 | 65 | 66 | 67 | 68 | 69 | 70 | 71 | 72 | 73 | 74 | 75 |
| Pozycja | 85 | -  | -  | -  | 97 | 96 | 94 | -  | -  | -  | -  | -  | -  | -  | -  | -  | -  | -  | -  | -  | -  | -  | -  | -  | -  |

| Pozycja | 77 | 53 | 18 | 18 | 15 | 10 | 10 | 17 | 11 | 10 | 15 | 19 | 20 | 20 | 27 | 23 | 43 | 24 | 30 | 30 | 28 | 64 | 57 | 62 | 92 |

| Pozycja | 26 | 11 | 11 | 6 | 5 | 5 | 5 | 4 | 6 | 6 | 10 | 11 | 14 | 15 | 16 | 17 | 18 | 20 | 23 | 30 | 40 |

| Pozycja | 35 | 8 | 8 | 10 | 8 | 9 | 11 | 11 | 15 | 17 | 20 | 23 | 23 | 28 | 26 | 26 | 28 | 43 | 49 | 40 |

| Pozycja | 9 | 5 | 5 | 6 | 7 | 10 | 9 | 9 | 15 | 15 | 19 | 19 | 20 | 24 | 26 | 27 | 29 | 35 | 44 | 50 | 62 | 61 | 78 |

| Czechy Top 100 Airplay Chart | Czechy Top 100 Airplay Chart | Czechy Top 100 Airplay Chart | Czechy Top 100 Airplay Chart | Czechy Top 100 Airplay Chart | Czechy Top 100 Airplay Chart | Czechy Top 100 Airplay Chart | Czechy Top 100 Airplay Chart | Czechy Top 100 Airplay Chart | Czechy Top 100 Airplay Chart | Czechy Top 100 Airplay Chart | Czechy Top 100 Airplay Chart | Czechy Top 100 Airplay Chart | Czechy Top 100 Airplay Chart | Czechy Top 100 Airplay Chart | Czechy Top 100 Airplay Chart | Czechy Top 100 Airplay Chart | Czechy Top 100 Airplay Chart | Czechy Top 100 Airplay Chart | Czechy Top 100 Airplay Chart | Czechy Top 100 Airplay Chart | Czechy Top 100 Airplay Chart | Czechy Top 100 Airplay Chart | Czechy Top 100 Airplay Chart | Czechy Top 100 Airplay Chart | Czechy Top 100 Airplay Chart | Czechy Top 100 Airplay Chart | Czechy Top 100 Airplay Chart | Czechy Top 100 Airplay Chart | Czechy Top 100 Airplay Chart | Czechy Top 100 Airplay Chart |
| Tydzień                      | 01                           | 02                           | 03                           | 04                           | 05                           | 06                           | 07                           | 08                           | 09                           | 10                           | 11                           | 12                           | 13                           | 14                           | 15                           | 16                           | 17                           | 18                           | 19                           | 20                           | 21                           | 22                           | 23                           | 24                           | 25                           | 26                           | 27                           | 28                           | 29                           |                              |
| ---------------------------- | ---------------------------- | ---------------------------- | ---------------------------- | ---------------------------- | ---------------------------- | ---------------------------- | ---------------------------- | ---------------------------- | ---------------------------- | ---------------------------- | ---------------------------- | ---------------------------- | ---------------------------- | ---------------------------- | ---------------------------- | ---------------------------- | ---------------------------- | ---------------------------- | ---------------------------- | ---------------------------- | ---------------------------- | ---------------------------- | ---------------------------- | ---------------------------- | ---------------------------- | ---------------------------- | ---------------------------- | ---------------------------- | ---------------------------- | ---------------------------- |
| Pozycja                      | 60                           | 63                           | 62                           | 57                           | 55                           | 40                           | 29                           | 15                           | 9                            | 8                            | 4                            | 3                            | 2                            | 2                            | 3                            | 4                            | 4                            | 5                            | 2                            | 2                            | 2                            | 2                            | 1                            | 2                            | 13                           | 11                           | 8                            | 6                            | 23                           |                              |

| Pozycja | 39 | 34 | 23 | 24 | 17 | 18 | 21 | 23 | 16 | 17 | 12 | 18 | 10 | 10 | 11 | 12 | 12 | 12 | 17 | 24 | 28 |

| Pozycja | 89 | 97 | 51 | 37 | 30 | 18 | 17 | 9 | 7 | 5 | 4 | 2 | 1 | 1 | 3 | 3 | 5 | 9 | 15 | 17 | 27 | 37 | 43 | 50 | 61 |

| Pozycja | 86 | 61 | 59 | 51 | 48 | 42 | 48 | 43 | 33 | 36 | 36 | 35 | 41 | 48 | 50 | 55 | 56 |

| Pozycja | 21 | 41 | 39 | 45 | 31 | 24 | 24 | 6 | 7 | 12 | 9 | 10 | 8 | 25 | 18 |

| Pozycja | 6 | 9 | 10 | 14 | 11 | 15 | 17 | 16 | 20 |

| Pozycja | 39 | - | 33 | 39 |

| Pozycja | 13 | 7 | 6 | 9 | 10 | 13 | 17 | 24 | 20 | 30 | 34 | 39 | 29 | 37 | 40 | 49 |

| Pozycja | 46 | 23 | 13 | 9 | 10 | 8 | 7 | 10 | 9 | 13 | 10 | 19 | 14 | 15 | 15 | 14 |

| Pozycja | 16 | 18 | 11 | 13 | 15 | 17 | 22 | 25 | 31 | 43 | 61 |